# Savitri Goonesekere
Savitri Goonesekere, née en 1939, est une juriste srilankaise. Elle est diplômée de l'université de Colombo. Elle est inscrite au barreau. Elle a étudié à la Harvard Law School et y a obtenu une maîtrise en droit. Après être rentrée au pays natal, elle enseigne à la faculté de droit de l'université de Colombo.
Elle a contribué à l’étude de la protection des droits des femmes et des enfants ainsi que l’histoire de la législation.  

## Publications
- Children, Law and Justice: A South Asian Perspective
- Child Labour in Sri Lanka: Learning from the Past (Ilo Child Labour Collection)
- Women, sexual violence, and the legal process in Sri Lanka: A study on rape
- Muslim personal law in Sri Lanka: Some aspects of the law on family relations

## Distinctions
- Prix de la culture asiatique de Fukuoka en 2008